# 3OH!3 (album)
Albums de 3OH!3
Want
(2008)
Singles
1. Holler Till You Pass Out
Sortie : 18 août 2006
2. Electroshock
Sortie : 2 juillet 2007

3OH!3 est le premier album éponyme, écrit et produit par le groupe électronique originaire du Colorado, 3OH!3. En 2008, les chansons Holler Till You Pass Out et Chokechain ont été ré-enregistrées pour être placées dans le prochain album du groupe, Want. En 2008 également, les morceaux Holler Till You Pass Out, Chokechain et Dance with Me ont été interprétées en direct pour l'album live iTunes du groupe.

## Listes des pistes
| 1.  | Holler Till You Pass Out          |  |  | 3:34 |
| 2.  | Electroshock                      |  |  | 3:01 |
| 3.  | Chokechain                        |  |  | 3:26 |
| 4.  | Neatfreak 47                      |  |  | 2:09 |
| 5.  | Dance with Me                     |  |  | 2:17 |
| 6.  | Don't Dance                       |  |  | 3:17 |
| 7.  | Say'dem Up                        |  |  | 3:07 |
| 8.  | Dragon Backpack                   |  |  | 2:09 |
| 9.  | Hott                              |  |  | 3:03 |
| 10. | I'm Not Comin' to Your Party Girl |  |  | 2:44 |
| 11. | Hornz                             |  |  | 3:25 |

| 1. | Electroshock                      | 3:01 |
| 2. | Neatfreak 47                      | 2:09 |
| 3. | Don't Dance                       | 3:17 |
| 4. | Say'dem Up                        | 3:07 |
| 5. | Dragon Backpack                   | 2:09 |
| 6. | Hott                              | 3:03 |
| 7. | I'm Not Comin' to Your Party Girl | 2:44 |
| 8. | Hornz                             | 3:25 |